# Seminar St. Beat
Koordinaten: 47° 3′ 15,2″ N, 8° 19′ 11,9″ O; CH1903: 666964 / 211842

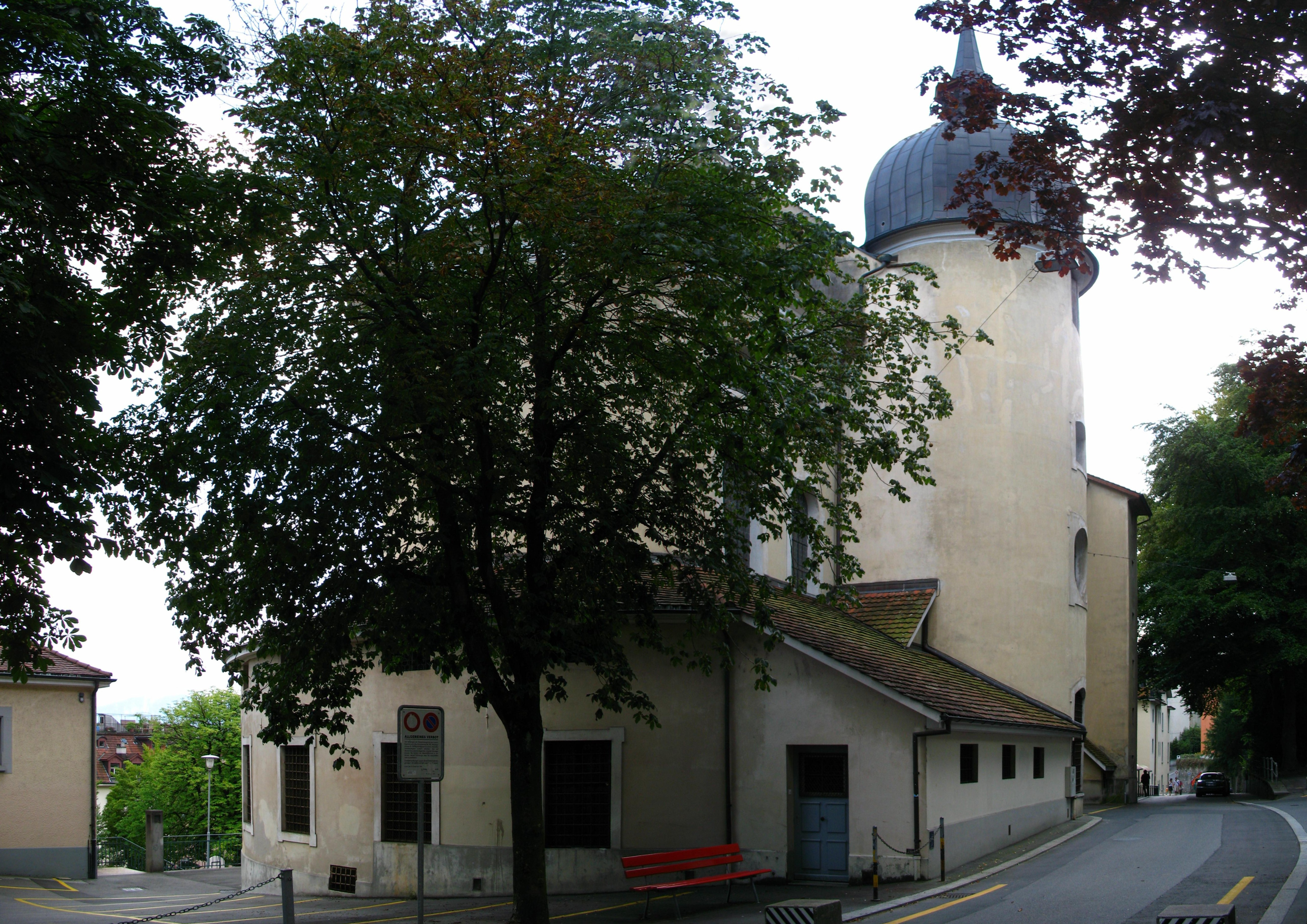
Mariahilfkirche Luzern

Das Seminar St. Beat ist ein römisch-katholisches Priesterseminar des Bistums Basel mit Sitz in Luzern im Schweizer Kanton Luzern.

## Überblick
Das Bistum Basel führt seit 1878 ein Priesterseminar in der Stadt Luzern. Namensgeber ist der heilige Beatus, der vor allem in der Zentralschweiz gewirkt hat.
2013 wurde das Seminar neu aufgestellt und in eine Stiftung Seminar St. Beat und Priesterseminar des Bistums Basel eingebracht. Das ehemalige Gebäude des Seminars ist neu der Hauptsitz von Caritas Schweiz; das neue Seminar befindet sich nunmehr angrenzend im Chorherrenhaus an der Adligenswilerstrasse in Luzern. Als Seminarkirche dient die Mariahilfkirche an der Museggstrasse in Luzern. Derzeit sind rund 80 Studierende für den kirchlichen Dienst im Bistum Basel in Ausbildung. Partnerschaftlich wird mit dem Priesterseminar Collegium Borromaeum in Freiburg im Breisgau, dem Religionspädagogischen Institut der Universität Luzern sowie der Theologischen Fakultät der Universität Luzern zusammengearbeitet.